# Eunomia latenigra
Eunomia latenigra är en fjärilsart som beskrevs av Butler 1876. Eunomia latenigra ingår i släktet Eunomia och familjen björnspinnare. Inga underarter finns listade i Catalogue of Life.